# Juegos Bolivarianos de 1981
Los Juegos Bolivarianos de 1981 se desarrollaron en la Ciudad de Barquisimeto, Venezuela.

## Medallería
| Medallero Juegos Bolivarianos- BarquisimcacaeVenezuela |           |     |       |        |       |
| Del 4 al 14 de diciembre de 1981                       |           |     |       |        |       |
| Pos.                                                   | País      | Oro | Plata | Bronce | Total |
| 1                                                      | Venezuela | 140 | 91    | 67     | 298   |
| 2                                                      | Colombia  | 39  | 52    | 53     | 144   |
| 3                                                      | Panamá    | 25  | 22    | 34     | 81    |
| 4                                                      | Perú      | 16  | 37    | 40     | 93    |
| 5                                                      | Ecuador   | 12  | 20    | 28     | 60    |
| 6                                                      | Bolivia   | 3   | 7     | 17     | 27    |

| Predecesor: La Paz 1977 | IX Juegos Bolivarianos Barquisimeto 1981 | Sucesor: Ambato, Cuenca y Portoviejo 1985 |

- Datos: Q4579749